# بلک‌بری ورلد
بلک‌بری ورلد (انگلیسی: BlackBerry World) یک سرویس توزیع دیجیتال است که بلک‌بری لیمیتد آن را برای دستگاه‌های بلک‌بری ۱۰، بلک‌بری پلی‌بوک و اکثر دستگاه‌های بلک‌بری تبلت اواس توسعه داده‌است. این سرویس به کاربران بلک‌بری محیطی برای مرور، دانلود و به‌روز رسانی برنامه‌های تلفن همراه، از جمله برنامه‌های شخص ثالث، ارائه می‌دهد. این سرویس در ۱ آوریل ۲۰۰۹ فعال شد. این فروشگاه از اپ استور و گوگل پلی برای سیستم عامل‌های مختلف تلفن همراه، بیشترین درآمد را به ازای هر برنامه داشت.